# 국제파 (중국공산당)
국제파(중국어 정체자: 國際派)는 중국공산당 초기에 존재한 프롤레타리아 국제주의 파벌이다. 왕밍, 보구, 저우언라이, 장원톈 등 중국공산당의 지식인과 28인의 볼셰비키 출신 인사들을 중심으로 형성되었고, 정통 공산주의와 소련식 사회주의를 주창했다.
국제파는 마오쩌둥의 농촌유격전이 중국의 실정과 동떨어져 있음을 지적하고, 반제국주의-반파시즘 인민전선 구축을 주장했다. 코민테른의 지원을 받은 국제파의 지도자 왕밍은 마오쩌둥의 연안파와 직접 대립하기도 하였다. 
이후 연안파가 정풍운동을 일으켜 당권을 잡자 국제파는 숙청되어 사망하거나 강제 은퇴하며 정치적으로 심하게 몰락했다. 오늘날 중화인민공화국 역사 교과서에서는 국제파를 교조주의자 또는 좌경모험주의자로 규정하며 이들을 비난하고 있다.